# Літературна премія «Звук павутинки» імені Віктора Близнеця
Літературна премія “Звук павутинки» імені Віктора Близнеця – премія за найкращі твори для дітей

Премія започаткована Міжнародним фондом імені Ярослава Мудрого в 2003 році.

Вона має ім’я письменника Віктора Близнеця,  більшість творів якого написано про дітей і для дітей, а найкращою його опублікованою книгою вважається повість «Звук павутинки» (1969).

Премією імені Віктора Близнеця  відзначаються найпомітніші в літературному процесі, справді художньо повнокровні книги, адресовані юним читачам.

В 2006 році премія перейшла до Ліги українських меценатів та редакції газети “Освіта України”.

Ім’я лауреата премії називають кожного року до дня народження Віктора Близнеця — 10 квітня.

Лауреати премії одержують диплом і грошову винагороду. Розмір премії щороку визначають окремо.

Співголови журі премії — Юрій Кузнецов, член-кореспондент Академії педагогічних наук України, головний редактор газети "Освіта України", та Михайло Слабошпицький, виконавчий директор Ліги українських меценатів, секретар ради Національної спілки письменників України.

Лауреатами премії минулих років були такі відомі українські письменники, автори творів для дітей і юнацтва, як лауреати Шевченківської премії Михайло Слабошпицький (перший нагороджений премією) та Володимир Рутківський, заступник головного редактора журналу “Київ”, знаний поет Анатолій Камінчук, письменник, твори якого вивчають у школі, Анатолій Качан та інші.
У 2013 році Премію імені Віктора Близнеця "Звук павутинки" вручено волинській письменниці Надії Гумемнюк за дитячі прозові твори.